# الرونة (خيران المحرق)

تعديل مصدري - تعديل

الرونة هي إحدى قرى عزلة مسروح بمديرية خيران المحرق التابعة لمحافظة حجة، بلغ تعداد سكانها 133 نسمة حسب تعداد اليمن لعام 2004.